# ずらし旅

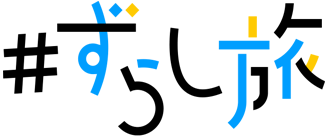
ずらし旅のロゴ

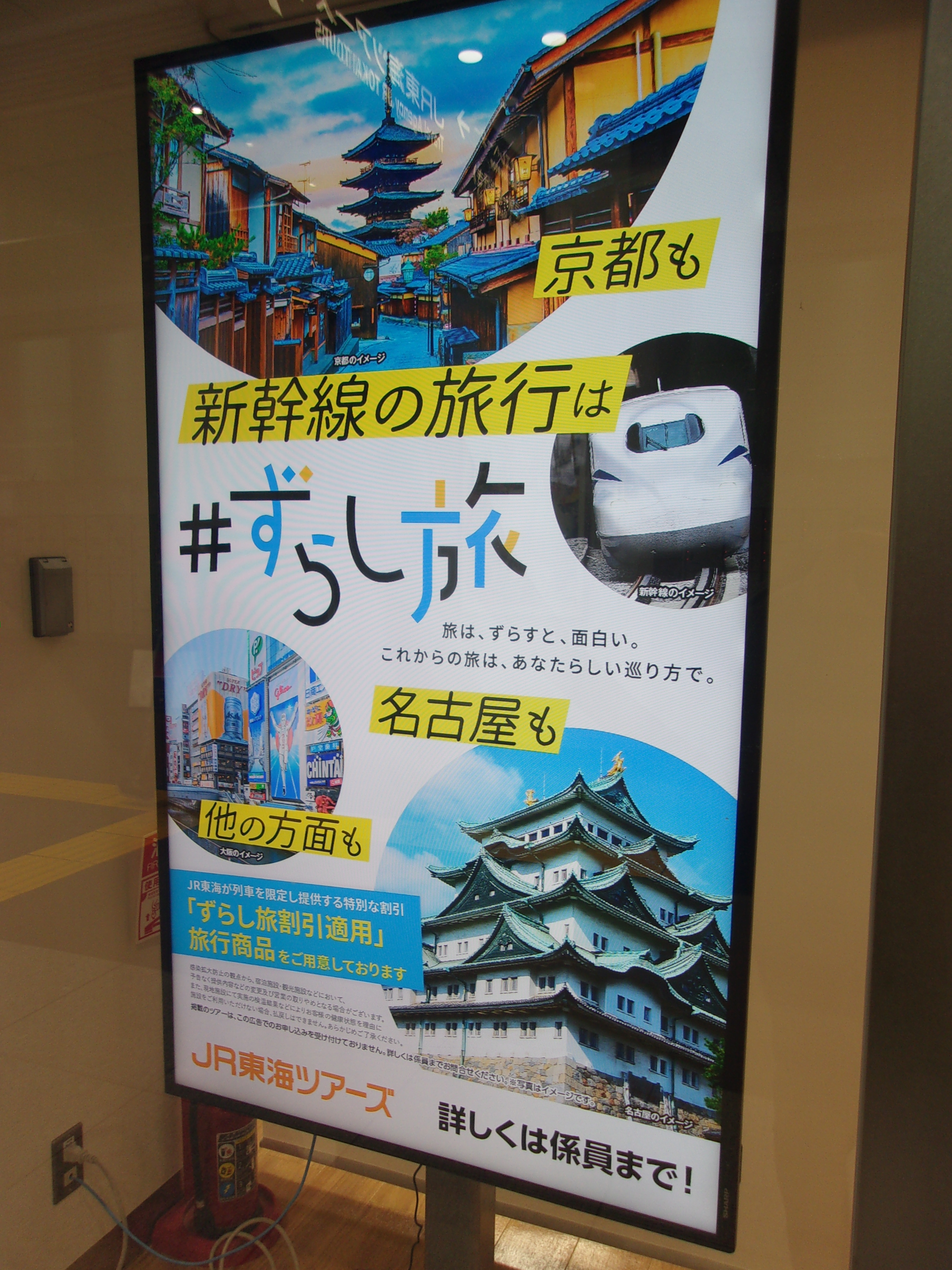
ずらし旅の広告が映った瞬間のデジタルサイネージ

ずらし旅（ずらしたび）は、2020年の新型コロナウイルス感染症の流行に伴う外出自粛措置により、春先～初夏にかけ著しく乗客が減少した東海道新幹線の利用回復を図るとともに、日本国政府のGo Toトラベルキャンペーンに協力して沿線の観光地復興を支援するため、東海旅客鉄道が提唱した国内旅行キャンペーンである。
2023年5月8日に感染症の予防及び感染症の患者に対する医療に関する法律での新型コロナウイルスの分類が2類から5類へと引き下げられたことをうけ、観光活動の活発化に伴う観光公害（オーバーツーリズム）が懸念されることから、混雑緩和で"ずらす"目的を帯びてきている。
正式には「#ずらし旅」とハッシュタグが付くが、一部の機器での本項閲覧時に表示されないことがあるため、以下の記述では記号表記は省略し、「ずらし旅」とする。

## 概要
新型コロナウイルス感染症流行下における旅行（公共交通機関を利用しての移動と訪問先での滞在）の最大の課題は、その感染予防に尽きる。そのために重要なのが3つの密になる状態を避け、ソーシャルディスタンスを確保すること。つまり移動時や観光地が混雑しない状況を作り出す必要がある。その手立てとして、①週末や連休ではなく平日に旅する、②早朝など空いている時間帯を活用する、すなわち混雑する日時をずらして旅することを推奨するものとなる。
「旅は、ずらすと、面白い」をテーマに、本木雅弘をイメージキャラクターに起用して宣伝を実施している。

## 企画

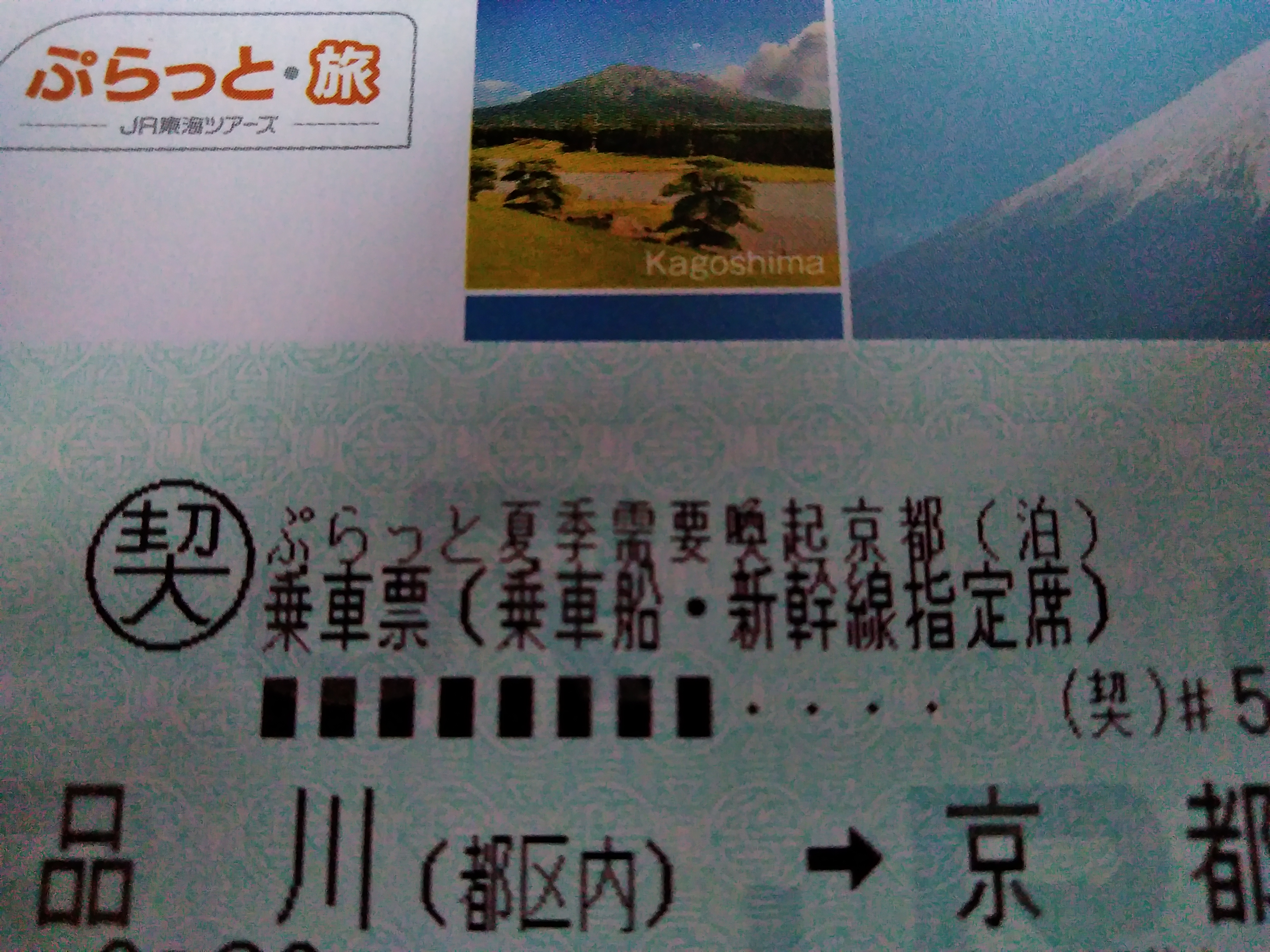
「夏季需要喚起」と印字された乗車票

第一弾として東海道新幹線および在来線乗り継ぎで行ける東海旅客鉄道管内と近郊の京都・奈良・大阪・伊勢（以上首都圏発）、東京・横浜（関西・名古屋発）、静岡（主として富士山／首都圏・関西双方発）への観光客誘致を目論み、「ひさびさ旅は、新幹線!」のキャッチコピーで2020年夏から展開。ジェイアール東海ツアーズでは自社ブランドの企画旅行商品（ダイナミックパッケージ）「ぷらっと・旅」で新幹線＋宿泊を格安料金で提供開始。
第二弾はぷらっとこだまの運用をのぞみ号にも適用した「ぷらっとのぞみ」を企画。インターネット予約に特化した「ぷらっとeプラン」として販売。こちらは観光利用のみならず、ビジネス需要にも応えている。販売期間はダイヤ改正前の2021年（令和3年）3月12日出発までとなっている。
第三弾は女性のリピーターが多い京都を対象に、OZmallとコラボして女子会的な旅を提案。リピーターならではの穴場的なスポットを紹介し、観光地自体をずらすことを勧める。ツアーでは東海道新幹線のグリーン車利用を確約して車内密度軽減を図る。発売期間は2020年11月1日～12月24日（首都圏発のみ）。
第四弾は2021年1月から始まる毎年恒例の「京の冬の旅」（デスティネーションキャンペーン）での寺社特別拝観に合わせ、パックツアーの「ぷらっと・旅」ではツアー参加者だけの貸切拝観や夜間帯拝観を設定することで混雑を避ける（首都圏発のみ）。
第五弾は混雑具合に合わせて商品価格を変動させ、直前でもお得に旅行できる「ダイナミックぷらっと」（新幹線往復＋宿泊）を首都圏発京都限定で4月1日～5月31日まで販売する。こちらは首都圏の緊急事態宣言が延長されたことをうけ、販売窓口のジェイアール東海ツアーズが営業休止中につきネット予約に限り「WEBプラット」として販売。その後、3月21日で緊急事態宣言が終了し翌日から販売窓口が再開したことをうけ店頭販売も開始し、9月30日分まで取り扱うことになった。
第六弾は、第三弾のOZmallとのコラボ企画パート2で、4月1日～6月30日まで販売。
第七弾は2021年夏にコーエーテクモゲームスから発売されたコンピュータゲーム『信長の野望・新生』および『戦国無双5』とコラボし、戦国歴史謎解きラリーを展開する。ゲームに登場する戦国武将ゆかりの地で、東海道新幹線停車駅がある京都・滋賀・愛知・岐阜・静岡を訪ね、現地で出題される謎を解くと記念品がもらえる。ゆかりの地は必ずしも有名な場所とは限らず、観光地自体をずらす意味がある。「新幹線でいざ出陣!!」をキャッチコピーに、7月31日まで実施。
第八弾は梅雨の混雑を避けられる時期に女子旅の京都旅行で体験型観光のコト消費に重点を置き、観光地と雨を避け屋内で過ごすよう誘導する。京友禅や京野菜料理のおばんざい制作などを人数限定で密を回避する。体験提供店には消毒液の設置のみならず、単なる換気以上に空気清浄機・空間除菌剤の設置など感染防止策を徹底させている。
第九弾は「リベンジ夏祭り」をテーマに星野リゾートを提携し、東海道新幹線で行ける熱海のリゾナーレ熱海で、ずらし要素を取り入れたアクティビティを提供。順次、他の星野リゾートとも連携企画を実施する。
新型コロナウイルスの流行第五波のピークが過ぎ、行動制限緩和の指針が示されたことをうけて再発売される第十弾は、スマートEXを介して予約する「EXで平日ずらし旅キャンペーン」。発売期間は2021年11月1日～12月24日。
以下、第十弾以降は箇条書きとする。
- 東海旅客鉄道が毎年実施している「冬の飛騨路キャンペーン」をずらし旅として展開。岐阜県の飛騨高山・奥飛騨・飛騨古川・下呂温泉を対象に、工芸体験や雪上クルーズ、酒蔵探訪などを少人数で行う。発売期間は2021年12月1日～翌3月末日[8]。
- スマートEXを介して予約する「愛知の離島めぐり」。あまり観光客がいない知多半島と渥美半島の挟まれた三河湾の入口に位置する日間賀島・篠島・佐久島を訪ねようというもので、2022年（令和4年）1～3月の土・日曜日および祝日に催行する。
- 「京の冬の旅」デスティネーションキャンペーンに伴い、京都の銭湯を堪能する「ととのう京都」を2022年1～3月に実施。伝統的な京町家には内風呂がない家屋が多かったことから個性豊かな銭湯も多く注目されている。朝湯や昼過ぎから営業している銭湯もあり、ホテル宿泊であっても入浴を目的とした旅行を提案することで、観光地の密を回避する[9]。
- 2022年、NHK大河ドラマ『鎌倉殿の13人』の放送に合わせ、「鎌倉殿の舞台 北条義時ゆかりの地 伊豆・鎌倉」を展開。主に中部・関西方面から東海道新幹線を利用してもらい、新幹線停車駅の三島駅から伊豆箱根鉄道駿豆線で大河ドラマ館や北条氏館跡がある韮山、熱海駅から伊豆山神社、小田原駅から小田急箱根鉄道線で箱根神社、新横浜駅から東日本旅客鉄道の在来線（横須賀線）に乗り継いで鎌倉へと向かう。この他、関東圏からの誘致を狙い、新富士駅から富士川の戦い古戦場や富士の巻狩りなどの史跡へも案内する。特別企画乗車券としては各私鉄利用の乗車券も含まれるが、鎌倉へ向かう東日本旅客鉄道の運賃に関しては割引や乗降自由の一日乗車券（フリーパス）の適用がない。これまでのずらし旅企画は一定期間限定の販売であったが、この大河ドラマタイアップ企画は放送期間を通しての通年販売となる[10]。
- 2005年から続いていた「うまし うるわし 奈良」キャンペーンが終了し、2022年5月から入れ替わりで「いざいざ奈良」キャンペーンを展開、ずらし旅と組み合わせての販売が始まった[11]。キャンペーン初回は11月末日まで吉野町を取り上げた[12]。
- 2023年、大河ドラマ『どうする家康』の放送に合わせ、主要舞台がJR東海管内にあることから、「どこ行く家康」キャンペーンを展開。家康ゆかりの街である静岡・浜松・岡崎・名古屋や関ケ原古戦場を探訪し、ずらし旅としての企画参加者には四都市にある城（駿府城・浜松城・岡崎城・名古屋城）および二条城の特別な御朱印（御城印）を発行するなども行う。この大河ドラマタイアップ企画も放送期間を通しての通年販売となる[13]。キャンペーンのイメージ画像にはしかめっ面の家康を描いた『徳川家康三方ヶ原戦役画像』を用い、「さぁて、どこ行く？」というふきだしを書き添えて、プランの選択肢が多く悩んでしまうことをPRしている。なお、2023年3月18日に東急新横浜線と相鉄新横浜線が開通し、新横浜駅に直行できるようになったことから、新横浜駅で東海道新幹線に乗り換えて旅に出ようと東急線・相鉄線沿線住民に呼びかけるようになり（東京城南地区住民を新横浜へ誘導することで東京・品川駅の混雑から"ずらす"目的もある）、「どこ行く家康」のポスターを両線の駅や車内広告などに掲示している。特に新横浜線に直通する東急目黒線では車内のTOQビジョンでもCMを放映し、相互乗り入れで埼玉高速鉄道線区間内でも観ることができる。
- 2023年夏の「そうだ 京都、行こう。」では、コロナ明けで再燃しつつある京都の混雑を緩和すべく、これまでのような寺社そのものではなく、仏像推しを打ち出した[14]。
- 2024年の「京の冬の旅」キャンペーンは大河ドラマ『光る君へ』の舞台となる宇治と石山寺（滋賀県大津市）へ、京都駅を基点とし西日本旅客鉄道奈良線宇治駅と東海道本線石山駅に向かうコースを設定し、混雑する京都市街地から"ずらす"ことを提案[15]。なお「そうだ 京都、行こう。」が30周年を迎えることから、「京の冬の旅」と組み合わせる。「京の冬の旅」としては紫式部の邸宅跡とされる廬山寺や光源氏のモデルとされる源融ゆかりの渉成園、泉涌寺の『源氏物語図屏風』の特別公開も行われ、スマートEXで新たに始まった旅先予約サービスからも手配申込できる。
- 2024年春から、上記にあるように東急新横浜線を利用して新横浜駅から新幹線に乗り換える"ずらし"分散乗車を推奨すべく、東急車両に新幹線意匠のラッピング車両（enjoy! WEST号）を走らせ、車内にずらし旅や30周年を迎えた「そうだ 京都、行こう。」の広告を掲示。
- 2025年の大河ドラマ『べらぼう〜蔦重栄華乃夢噺〜』は主な舞台が東海旅客鉄道管内にないため例年並みのプロモーションは行わないが、東海・中部・関西から東海道新幹線で東京へ出て、ドラマの舞台となる吉原や浅草などを訪ねる人に対して「古地図で巡る！ぶらり東京街散歩」を提供。スマホ地図で現在地と古地図を対比しながら江戸の風情が残る下町の路地裏歩きルートなどを紹介して混雑を"ずらす"。ナビゲーターに黒羽麻璃央を起用し、新幹線車中での予習となる動画を配信。デジタルスタンプラリーを展開し記念品がもらえるほか、スマートEX会員には『べらぼう』の主人公蔦屋重三郎の墓碑がある浅草の法正寺で重ね切りの浮世絵風御朱印を頒布したり、特に混雑が激しい浅草などで旅先予約サービスにより飲食店（主に和食）での座席確保と限定メニューを提供する[16]。
- 2025年に飛鳥・藤原の宮都とその関連資産群の世界遺産登録のための現地調査が行われることから、飛鳥・藤原の国内における認知度を高めて登録を後押しする目的で、2025年4月1日～6月30日まで「いざいざ奈良」キャンペーンの飛鳥編が始まる[17]。このキャンペーンではスマートEXの旅先予約で「飛鳥まるごとチケット」を購入することによりスムーズな現地観光を可能にし、混雑緩和を図る[18]。

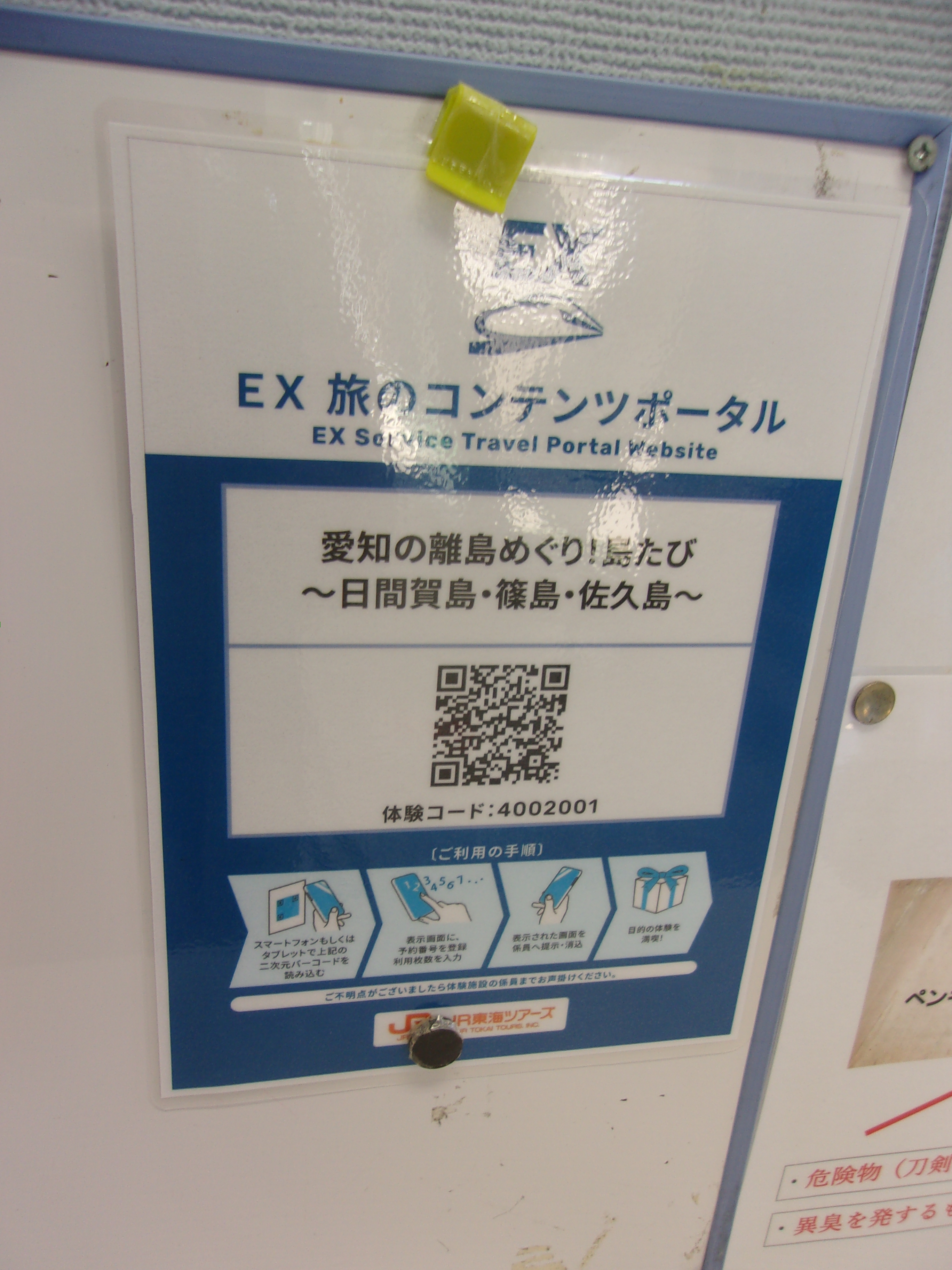
「あいち島旅」では人的接触を減らすためQRコードを多用
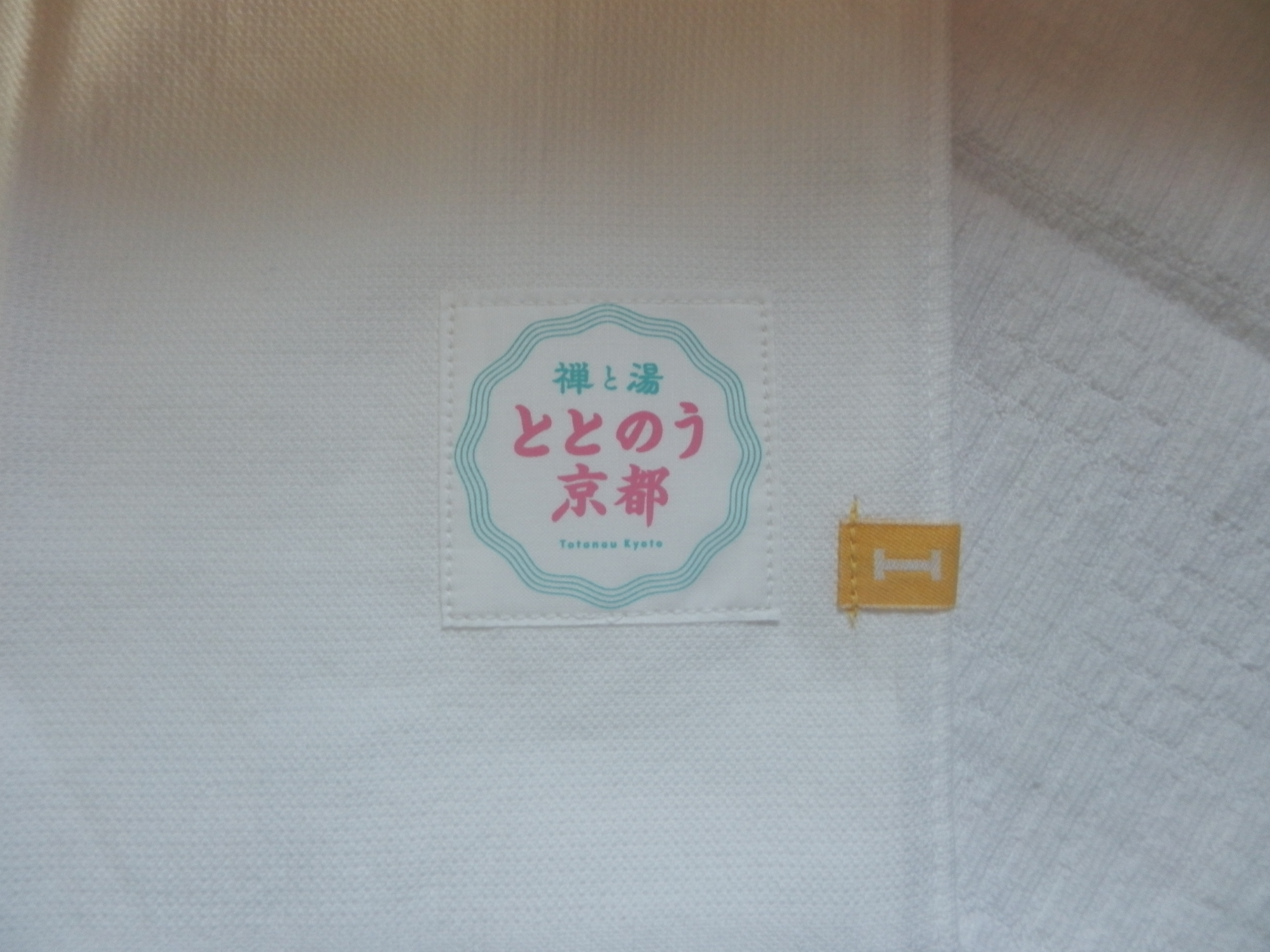
「ととのう京都」で配られたタオル。提携銭湯に持ち込むと湯上り牛乳がサービスされた
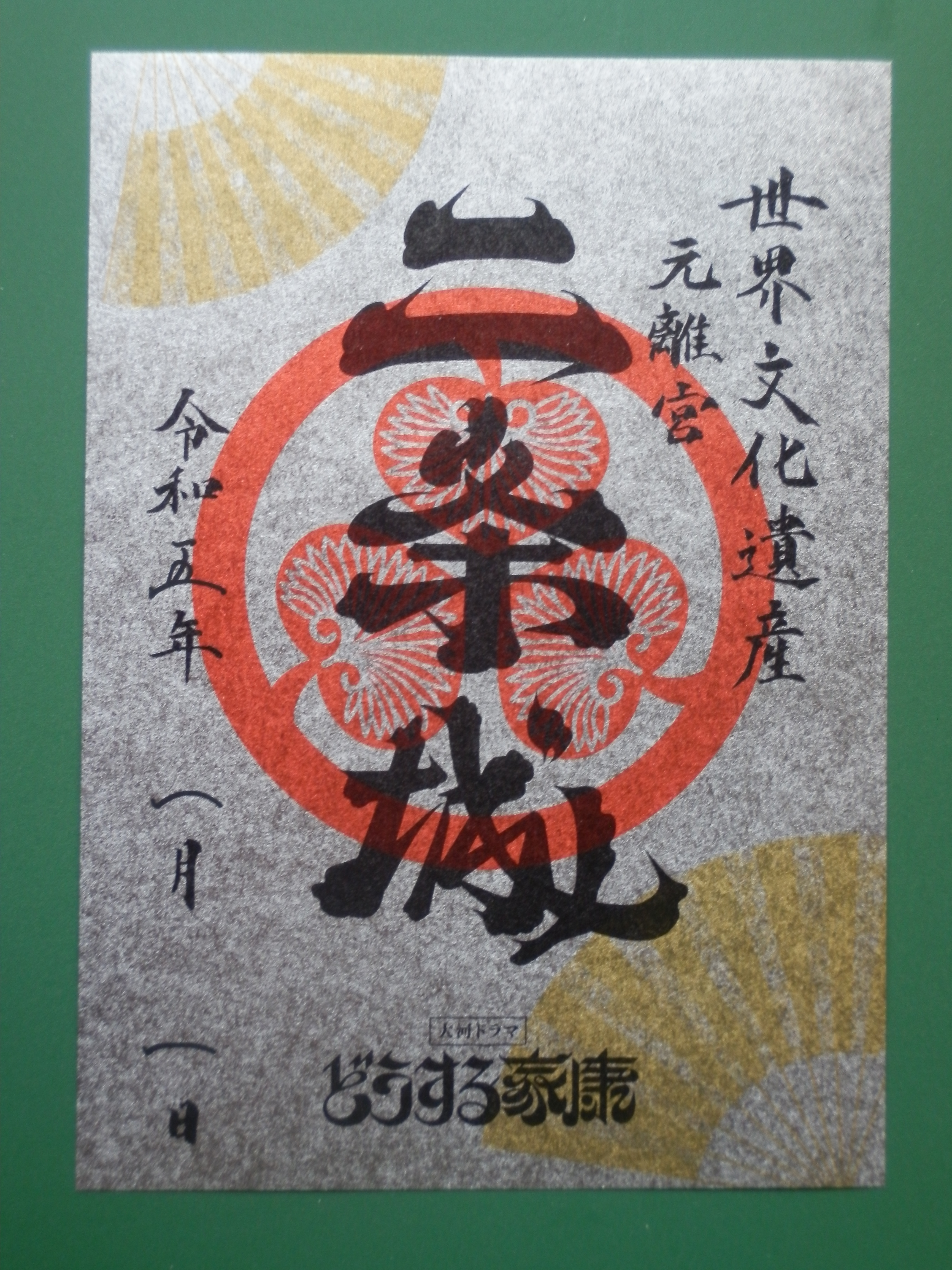
どうする家康コラボ二条城御城印
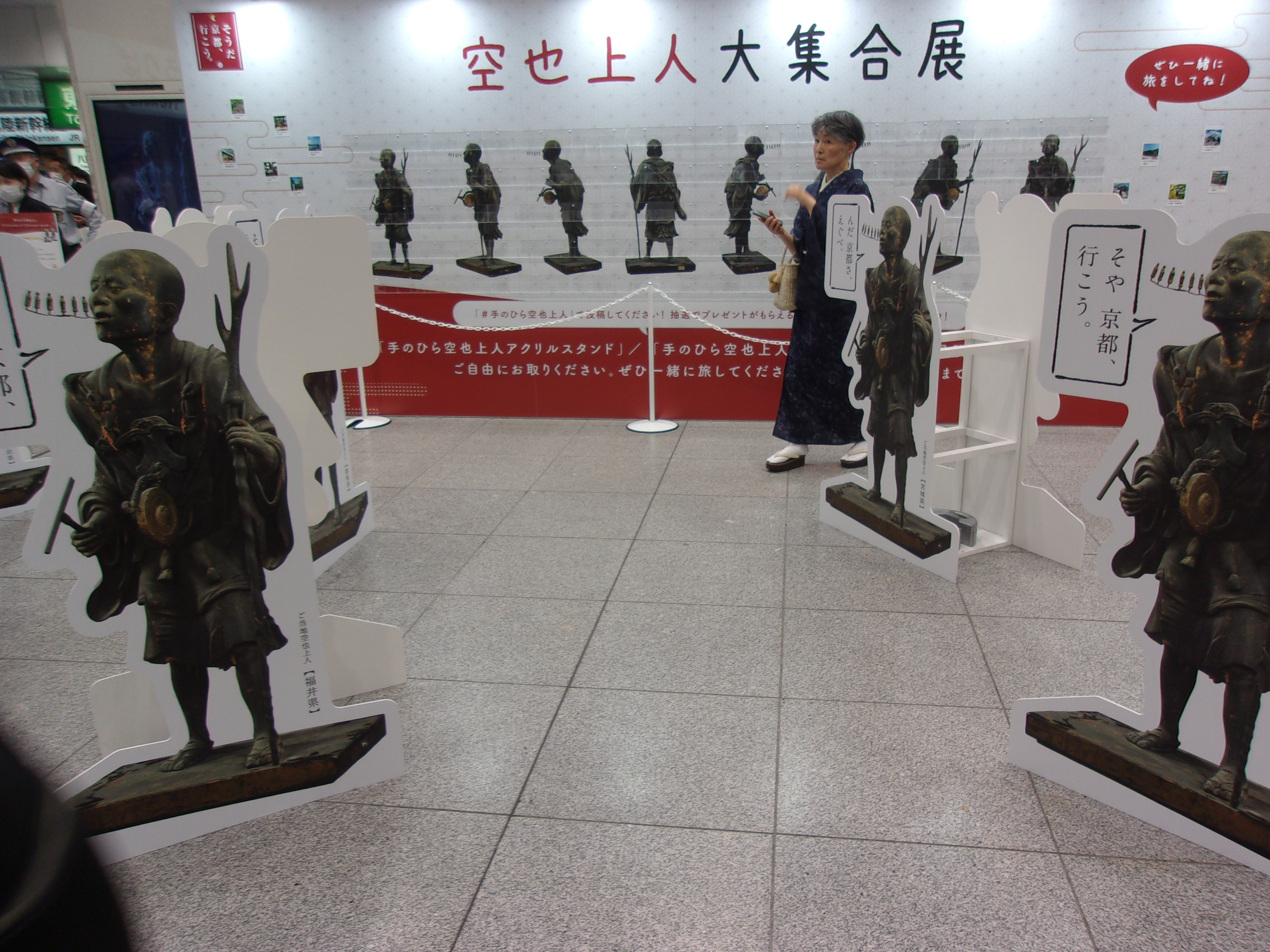
京都キャンペーンの一環で設営された空也上人の写真パネル（東京駅八重洲中央口改札外イベント広場）
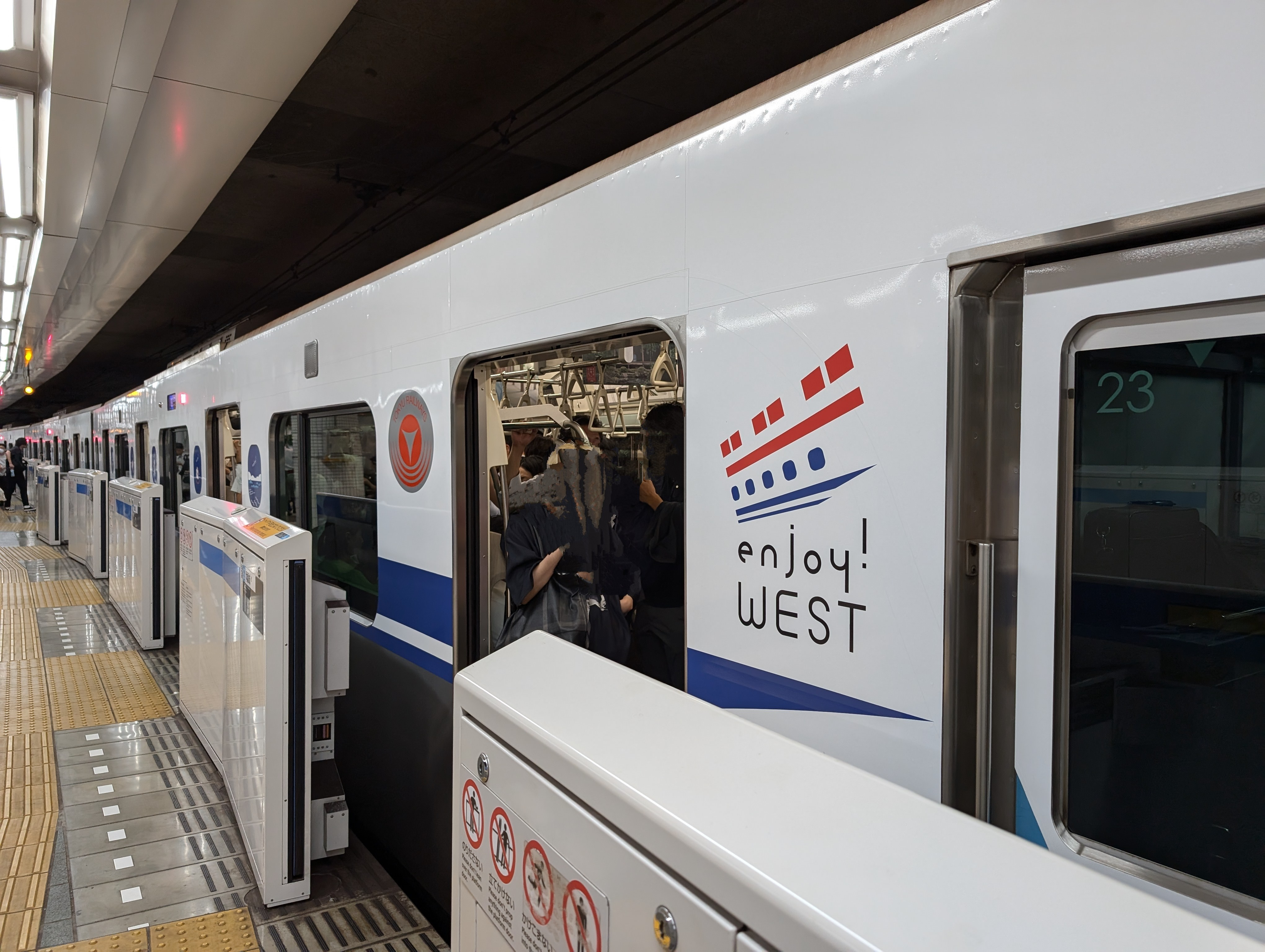
新幹線デザインの東急車両

### 特典

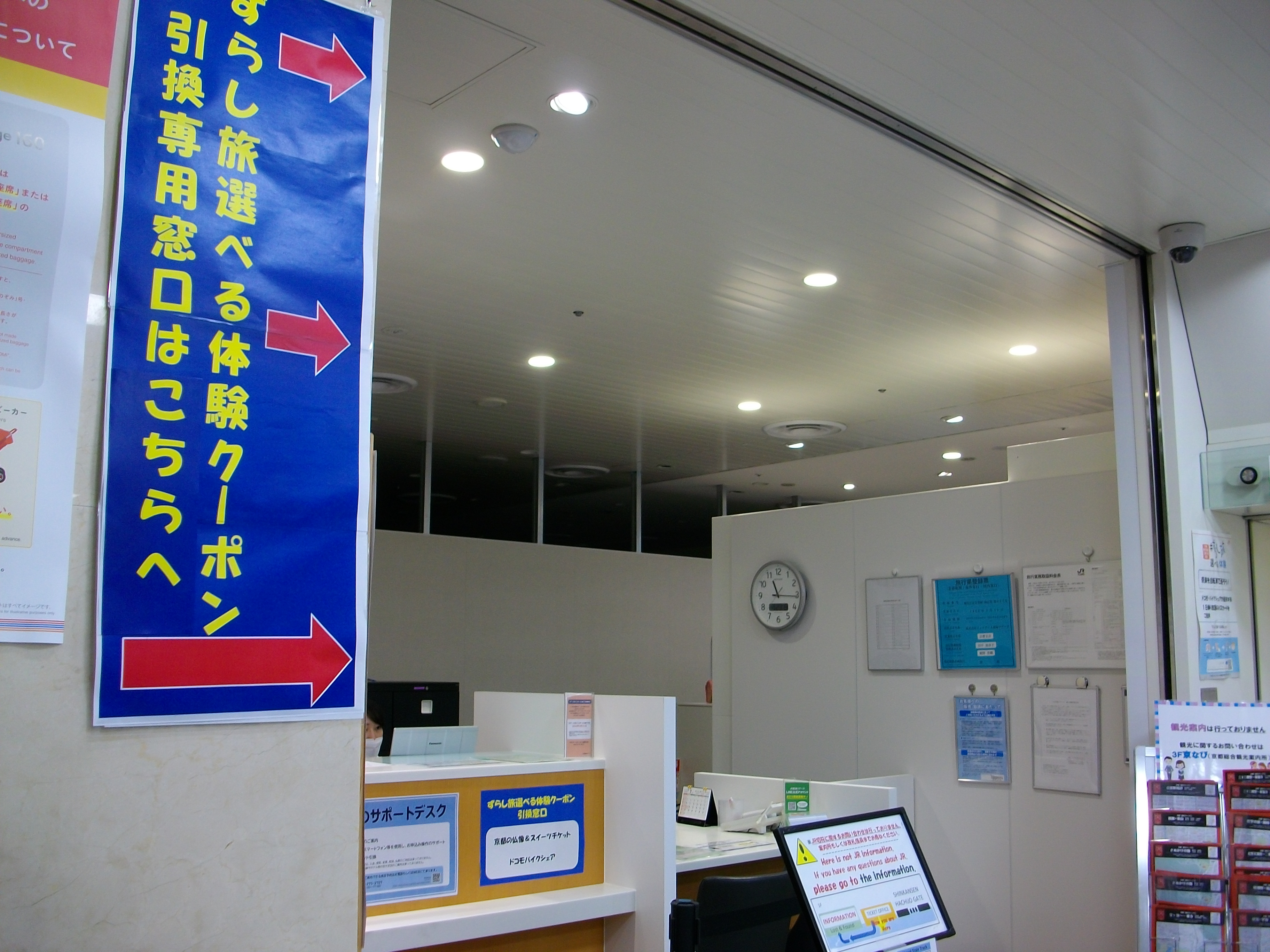
京都駅に設置された対応デスク

「ぷらっと・旅」に参加の場合、提携する観光施設で使える「ずらし旅 選べる体験整理票」（ご利用券）が配布される。例えば京都や大阪ではレンタサイクルの無料利用や割引が適用されたりする。

### 販売
ずらし旅対象商品は、東海ツアーズ以外にも、ホールセール商品として東海旅客鉄道が資本参入する日本旅行でも取り扱いしている。

### 衛生対策

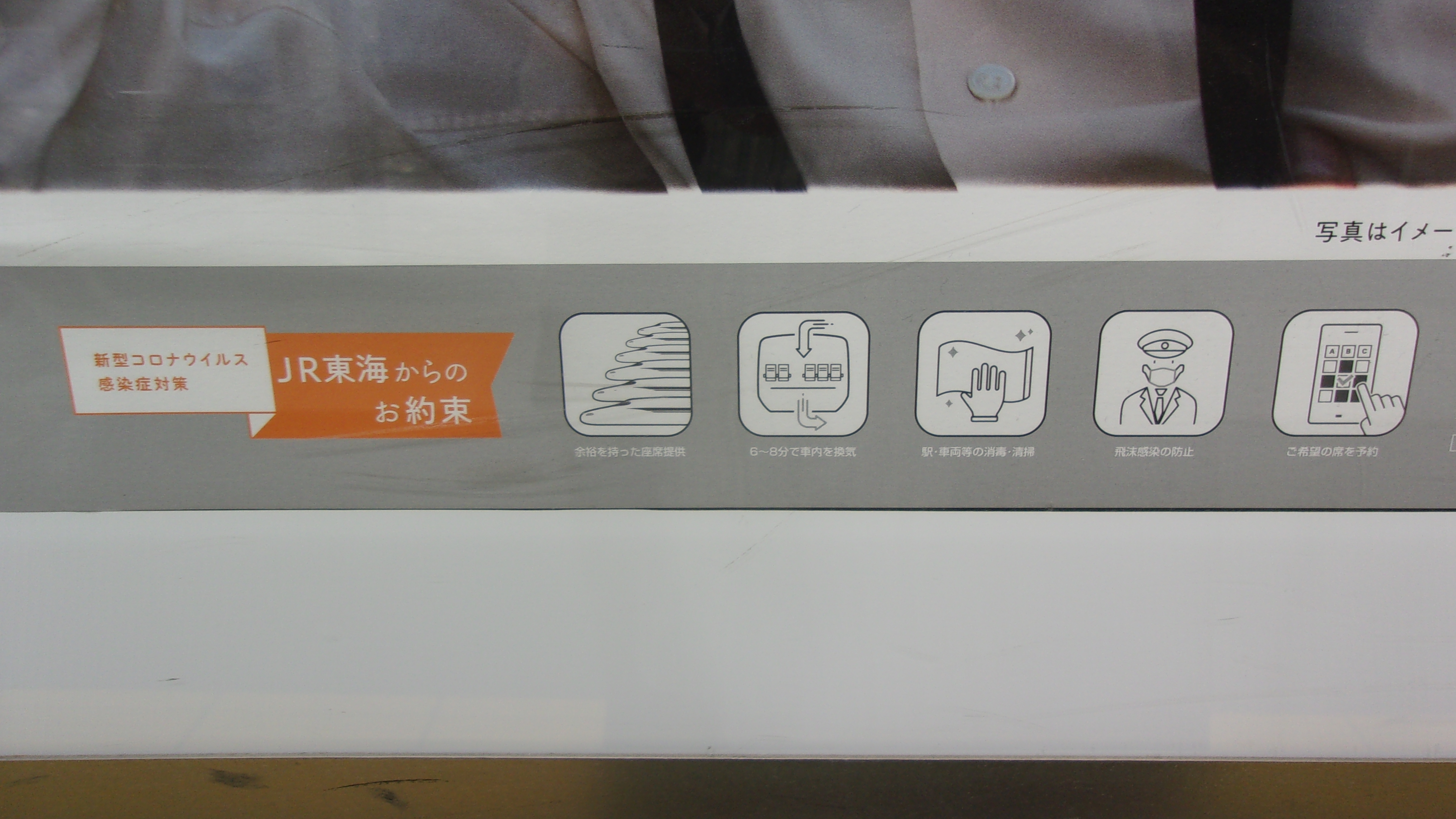
新幹線での感染防止策を伝えるピクトグラム

東海旅客鉄道では新幹線車内での感染予防を徹底することで安心感を与えるよう努めている。「JR東海からのお約束」として、①余裕を持った座席提供、②6～8分で車内を換気、③駅・車両等の消毒・清掃、④飛沫感染の防止（乗務員・駅員のマスク着用）、⑤ご希望の席を予約、を掲げこれらをピクトグラム化して紹介。さらに「お客様へのお願い」として、①車内・駅構内ではマスクの着用を、②車内での会話は控えめに、③座席は回転させずご利用を、と啓蒙を促し、車内放送でも協力を呼びかけている。
ジェイアール東海ツアーズでは、取り扱う「ぷらっとこだま・のぞみ」のような添付クーポン券や旅程表の発行を伴わない商品に関して、オンライン予約→クレジットカード決済→新幹線駅専用券売機での発券と、店舗を訪問し待合室で順番を待たずに済ませられるようにすることで、店員や利用者同士の接触の機会を減らすようにしている。

### 利用者の囲い込み
「ぷらっと・旅」はGo To トラベルキャンペーン対象商品のため、ツアー料金の35％が値引きとなり、額面15％分相当の地域共通クーポンも発行される。このクーポンがキャッシュアウトフローしないようにJR東海グループの駅の売店（キヨスクやベルマート）などで使えることをポスターなどで案内している。

### 利用者の繋ぎ止め
- まだ旅行することを躊躇する人に向け、オンラインツアーが浸透してきたこともあり、ジェイアール東海ツアーズではオンラインコンテンツ「京のまち歩き」を配信し、京都在住者による隠れた名店などを紹介することで、将来的に旅行へ行きたいと思わせる意識の継続に努めている[21]。
- 「ずらし旅の準備を教えて！キャンペーン」をTwitterを介して展開し、旅への思いや旅に出られるようになった時にやりたいことなどを呟いてもらい、多くのいいね!（リツイート）を集めた投稿者に、ずらし旅参加時に使える特典クーポンをプレゼントする[22]。
- 東海道新幹線グリーン車シートポケットで配布されている車内誌『ひととき』のコラム「旅の小箱」コーナーで、毎号ずらし旅の候補地となるようなスポットを紹介し、読者に行ってみたいと思わせる工夫をしている。

### キャラクター

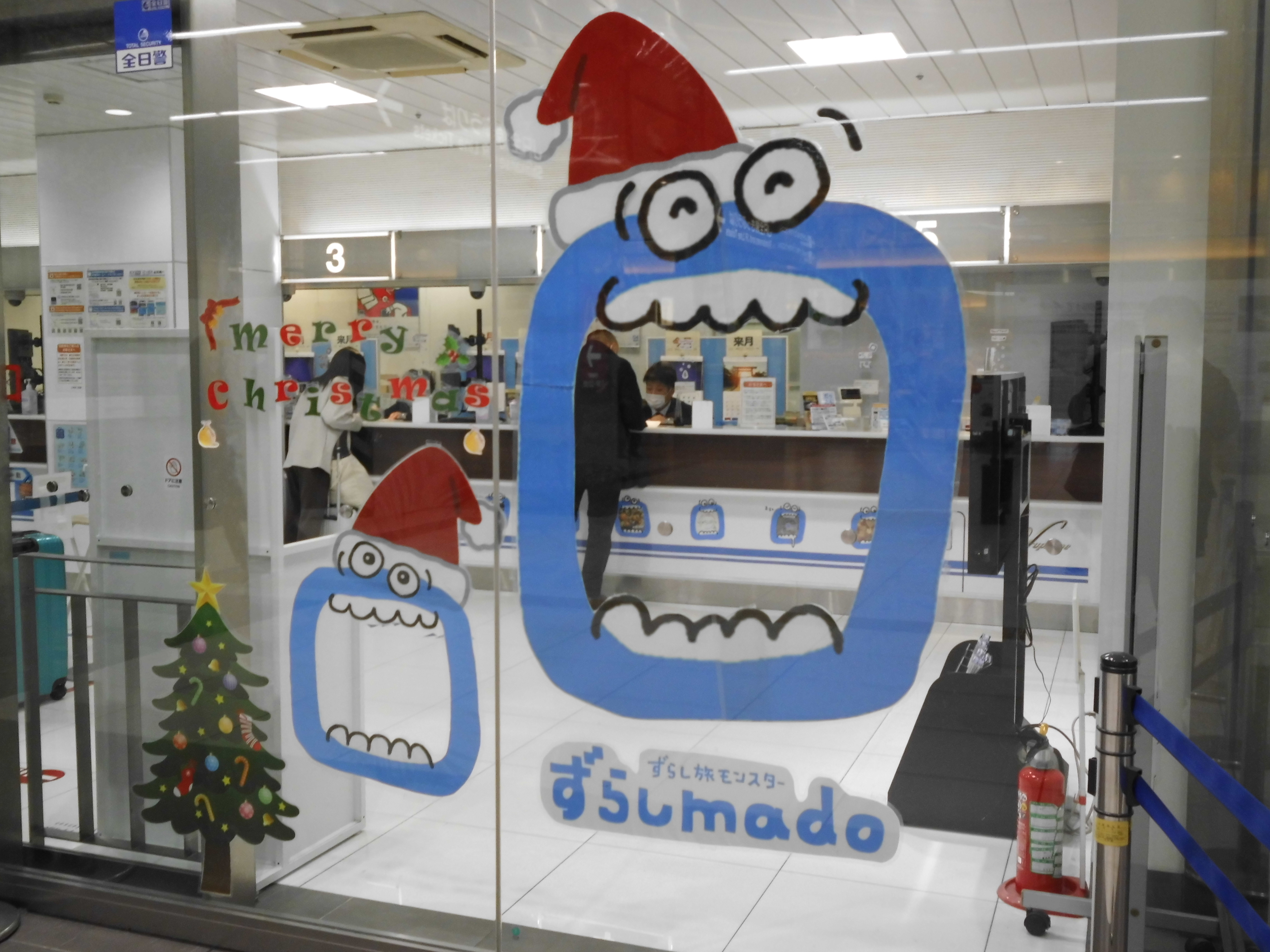
ずらしmado

マスコットキャラクターとして新幹線の窓を擬人化した「ずらし旅モンスター ずらしmado(ﾏﾄﾞｩ)」を採用。イメージムービーのナビゲーターは声優の山下大輝が務める。
キャラクターの口癖はずらし旅にかけて「～ずら」と訛っており（東海道新幹線が通過する静岡県の静岡弁にみられる「～だろう」の意味）、ポスターや駅員による手書きポップでの文字表記にも見られる（例：「ずらして行った京都は空いていて最高ずら！」）。
通信アプリケーションソフトウェア・LINEのクリエイターズスタンプとして、ずらしmadoのバリエーションが販売されている。

### ノベルティ

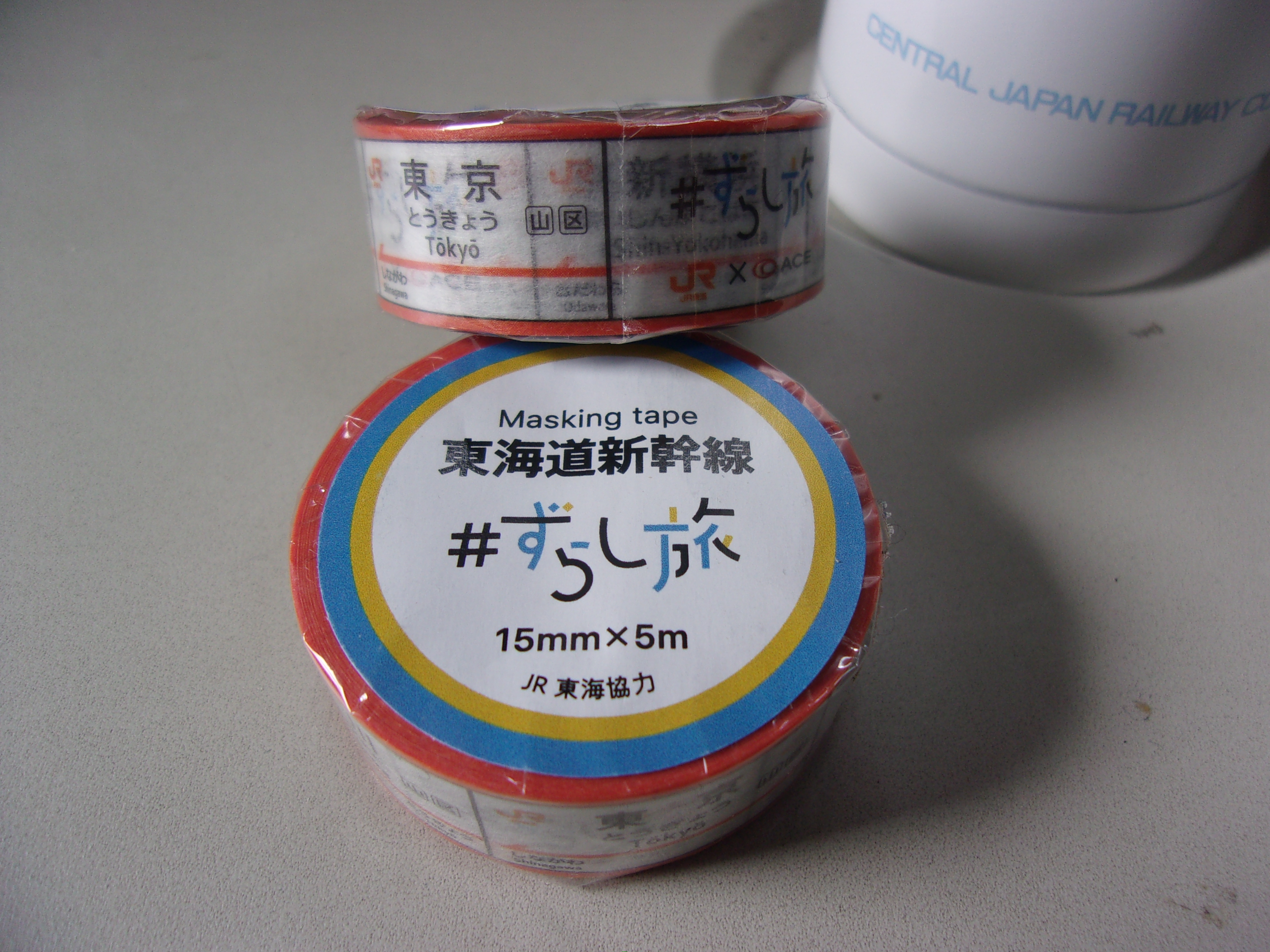
ずらし旅ノベルティの東海道新幹線駅名標マスキングテープ

ずらし旅を利用すると記念品がもらえることがあり、一部はJR東海関連のライセンス管理を行っているジェイアール東海商事によって市販商品として販売されている。

### 広報
2022年公開の映画『クレヨンしんちゃん もののけニンジャ珍風伝』とタイアップし、『クレヨンしんちゃん』の登場人物がずらし旅の魅力を紹介する。駅のポスターやデジタルサイネージでは金鯱がある天守閣（東海道新幹線が通過する名古屋のシンボル名古屋城を連想させる）を背景に、ずらしmadoが描かれた東海道新幹線車両と忍者姿の野原家が表現されている。

## 効果
ビジネス需要を捉えた「ぷらっとのぞみ」も含め、ずらし旅のような旅行商品により、東海道新幹線の利用状況が2020年10月の前年同月比で54％減、11月は25日現在で50％減まで回復し、11月21～23日の3連休では前年実績と比べ35％減にとどまった。
これに比例して、9～11月にかけてのシルバーウィークでは東海道新幹線を利用しての関東方面からの京都訪問客数が増加し、観光業全般に活況が戻った。

## 混迷

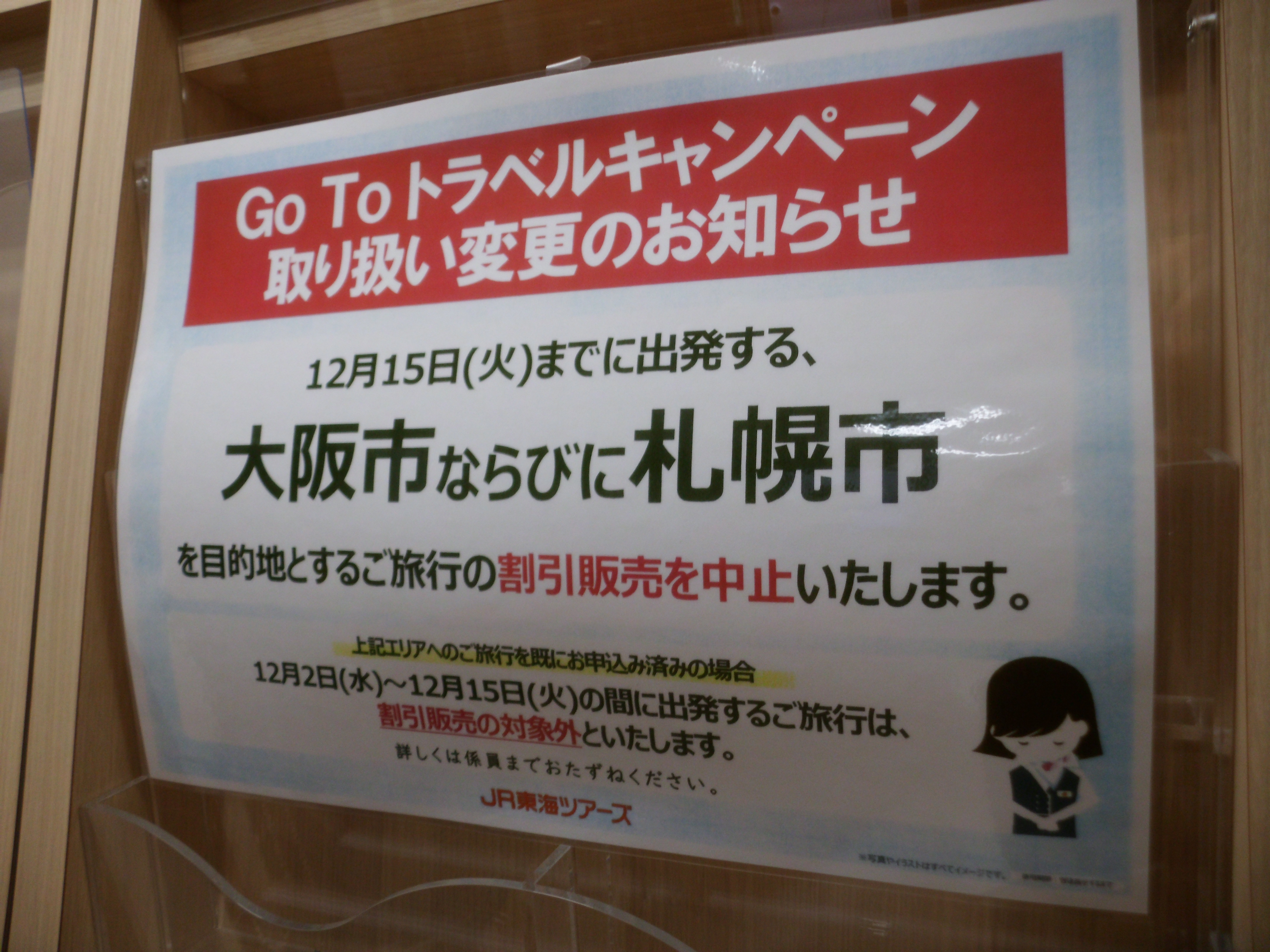
ずらし旅を含めた大阪旅行割引中止告知（JR東海ツアーズ）

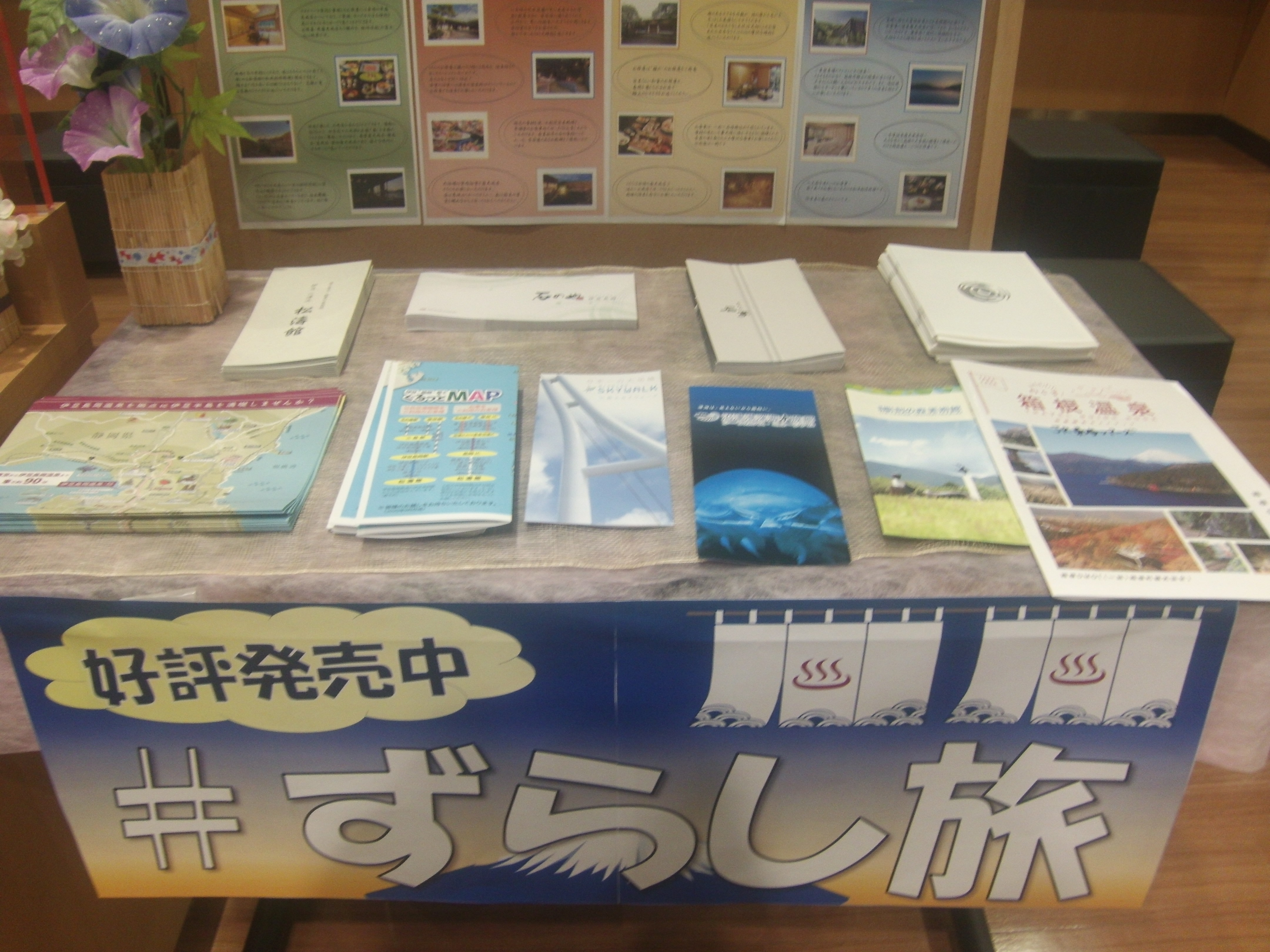
関西のずらし旅パンフスタンド。少し前まで東京観光案内としてはとバス・東京ディズニーリゾート・横浜中華街等のチラシが置かれていたが、東京に蔓防、次いで三回目となる緊急事態宣言が発出され、休業や密になる場所の紹介を外し、事前予約が必要な施設や露天風呂付部屋がある高級旅館などに切り替えた。

### 販売の一部休止
新型コロナウイルスの流行第三波により、感染拡大地域とされた大阪市と札幌市が12月15日までGo Toキャンペーン（トラベルとイート）の対象から除外されたことをうけ、ずらし旅でも対象となる新大阪駅を拠点とした大阪旅行のキャンペーン割引・特典が停止された（通常価格での販売は継続）。
また、年末年始の帰省などを含む繁忙期の東海道新幹線の予約状況が例年になく伸び悩んでいる。
さらに2021年1月8日に首都圏に、次いで1月14日には愛知・京都・大阪とずらし旅対象地域に、改正・新型インフルエンザ等対策特別措置法に基づく緊急事態宣言が発出されたため、ジェイアール東海ツアーズや日本旅行の多くの店舗も臨時休業となり、旅行販売が困難になった。

### 販売の膠着
2021年の「京の冬の旅」デスティネーションキャンペーンでの目玉となる寺社特別拝観の内、一部の寺社が感染防止の観点から拝観停止措置を取り、2月28日に京都府の緊急事態宣言が解除されたが、変異株流行の兆しもあるため、京都市長・門川大作が「京都観光は2週間は遠慮してほしい」と苦渋の発言をしたことで今シーズンの旅行企画商品は絶望的な状況となった。
加えて東海道新幹線東京駅・品川駅に接続する東日本旅客鉄道の山手線と京浜東北線車内のトレインチャンネルで、京都市観光協会が桜の季節から新緑を迎える春季大型連休にかけて「今は京都を心で感じてください」という映像広告を流し、事実上「今は来ないで」という姿勢を示した。
また、4月5日から大阪市が、12日から京都市や東京23区などが、20日から名古屋市や横浜市などずらし旅対象地がまん延防止等重点措置の適用対象となり、4月25日には東京・京都・大阪に三回目となる緊急事態宣言が出されたため該当地の東海ツアーズは臨時休業となり、再び物見遊山の観光で訪れにくい環境となった。
こうしたことをうけ、営業を続けるジェイアール東海ツアーズでは2021年の春季大型連休は東海道新幹線主要駅毎の地元で過ごすステイケーション（マイクロツーリズム）を奨励することになった。結果として2021年春季大型連休の東海道新幹線上り自由席乗車率は最大20％に留まり、ずらし旅の効果は限定的なものとなった。
一方、2022年の「京の冬の旅」では、ずらし旅としての提携は行わないことになった。

## 称賛と批判
ずらし旅について蒲生篤実観光庁長官は「奨励されるべき"新しい旅の様式"」と賛辞したが、2020～21年の年末年始が二回目の緊急事態宣言下となり、SNS上では「旅行を売るべきでない」といった批判もあり、その一方で「他の旅行会社では密になりそうなツアーも販売している」と擁護する意見もみられた。

## ワーケーションプラン
ずらし旅としてではないが、東海旅客鉄道では東海道新幹線乗り放題と沿線の提携ホテルを利用できるワーケーション企画として、「東海道新幹線MYワーケーション」を2021年5月6日～7月20日まで販売する。ワーケーションと銘打っているが観光旅行として使うことも可能で、混雑状況によって宿泊先をずらすことができる

## 展望
ずらし旅では健康志向や環境への配慮といった意識の高まりから、レンタサイクルの利用を推奨している。欧米ではサイクルツーリズムとして自転車による観光地巡りが定着しており、日本でも国土交通省が自転車道のみならずナショナルサイクルルートを設営するなど「サイクル観光」の推進を始めた。ずらし旅でのレンタサイクル利用はこうした需要に応えるものと位置付ける。
また、Go Toトラベルキャンペーンは2021年1月末をもって終了する計画である（計上予算を使い切った時点で前倒し終了）。割引・特典が無くなっても旅行に出向かせる原動力として、ずらし旅で体験した「自分らしい旅」の発見・感動を上げ、地域の新たな魅力や付加価値の発掘にもつながるとする。

## 評価
ウィズコロナ・アフターコロナ時代の新たな旅の幕開けとなる2021年のトレンドは「5S」すなわちSafe（安全）、Slower（ゆっくり・のんびり＝ゆとり）、Soulful（精神的満足）、Secluded（密回避）、Sustainable（持続可能性）とされる。ずらし旅はこれらの要件を満たしており、他社のツアーに先駆けた取り組みといえる。

## 派生商品
ずらし旅を発展させた「推し旅」も展開する。特定のテーマを「推す」ことで、訪問先を分散させ、混雑緩和に一役買っている。主として、ローカルアイドルやアニメーション・コンピュータゲームなどとのコラボを行っている。これまでの実績として、アイドルはfishbowlや7ORDERのライブツアー、アニメ・ゲームの聖地巡礼ではラブライブ!サンシャイン・五等分の花嫁・響け!ユーフォニアム・薬屋のひとりごと・うる星やつら・呪術廻戦など、多岐にわたる。
基本的には東海道新幹線を利用し、東海旅客鉄道管内および接続する西日本旅客鉄道在来線の駅がある地方都市などへ乗り継ぎ誘導する。新幹線車内での移動中に楽しむコンテンツも充実している。
また、東海道新幹線開業60年を迎えた2024年は鉄道事業への原点回帰から、「鉄推し」を展開。

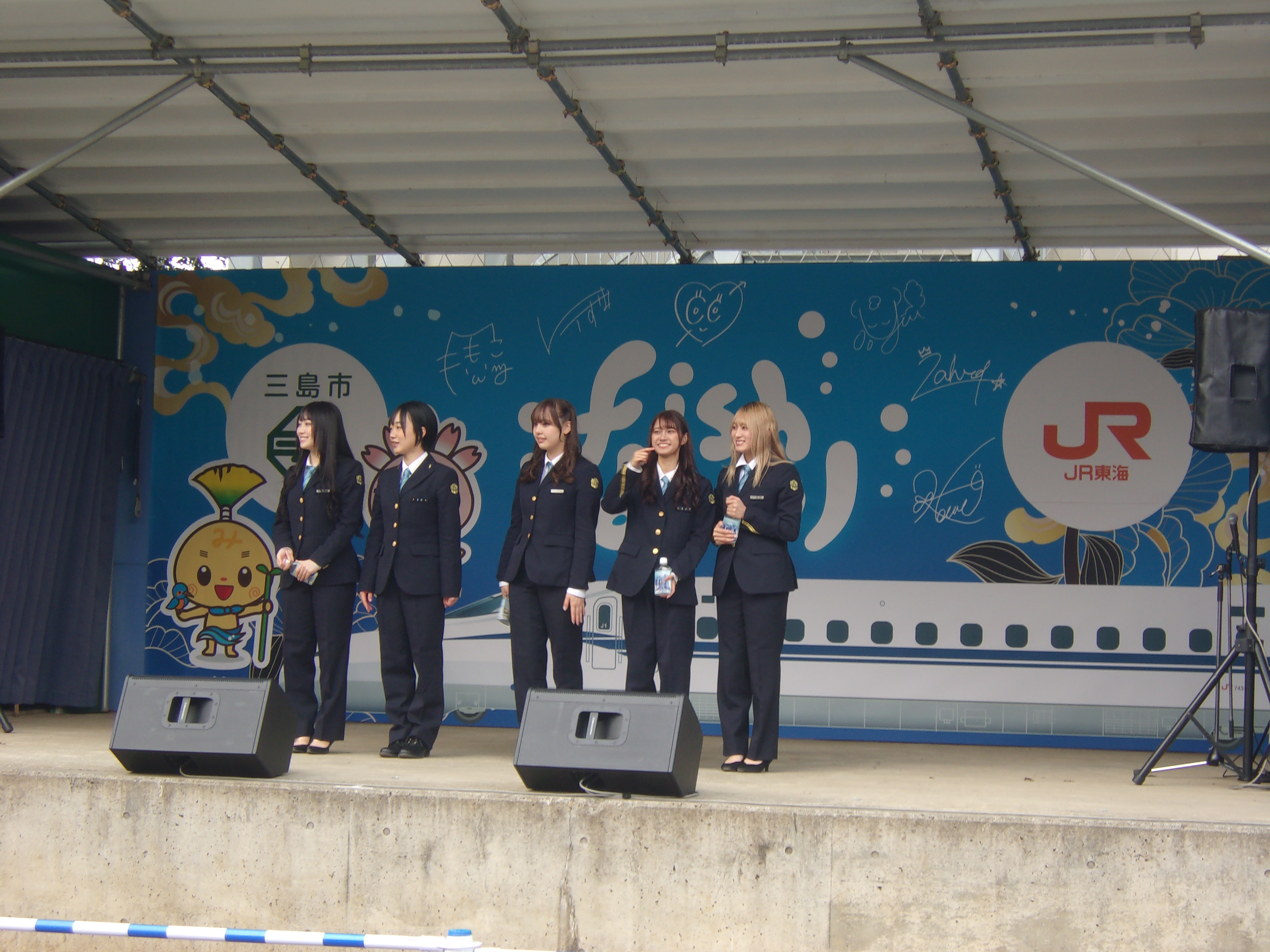
推し旅でのfishbowlライブ
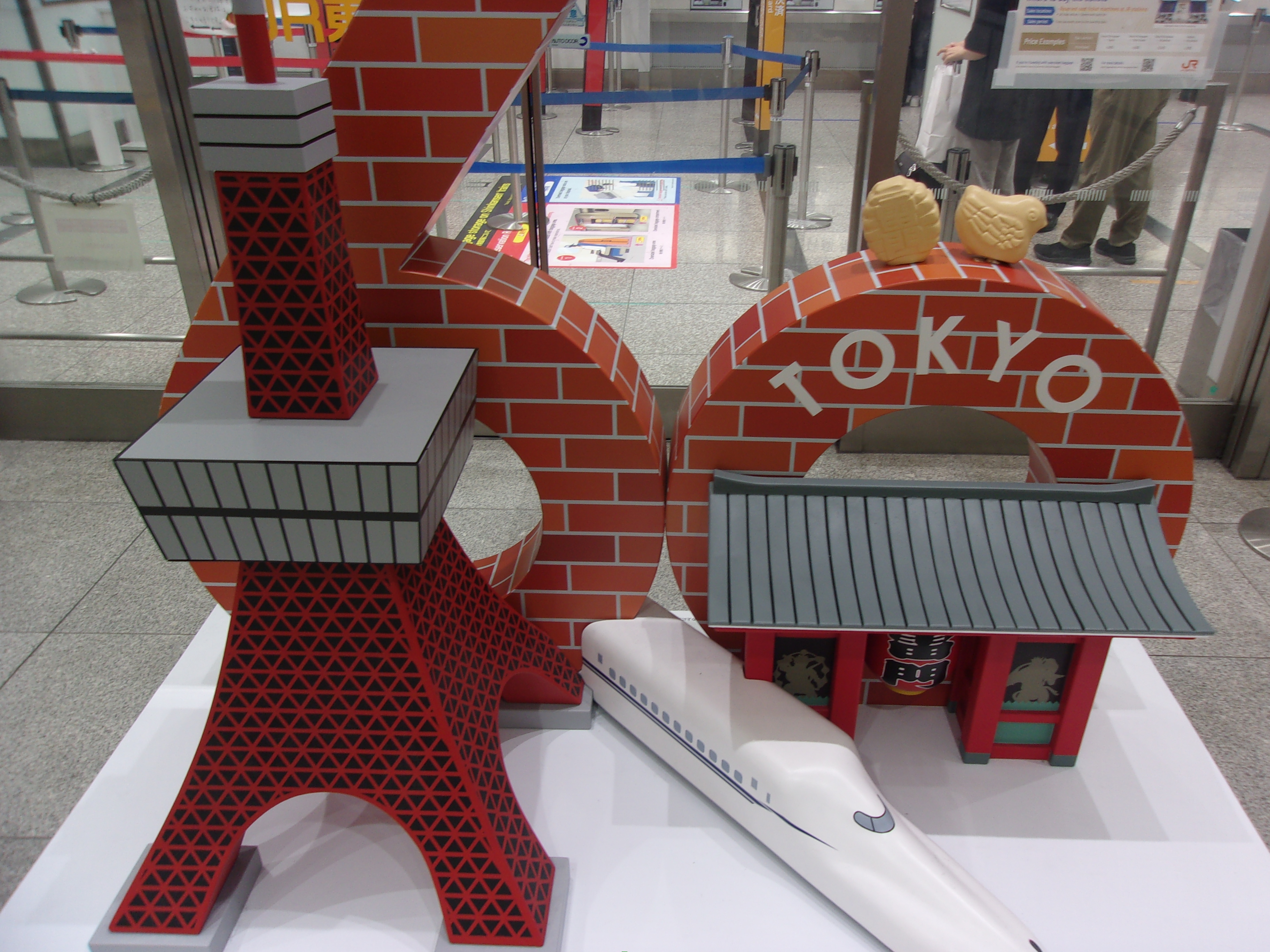
東海道新幹線60周年 鉄推しのオブジェ（東京駅）